# Stade français (football)
 (mai 2016).
Si vous disposez d'ouvrages ou d'articles de référence ou si vous connaissez des sites web de qualité traitant du thème abordé ici, merci de compléter l'article en donnant les références utiles à sa vérifiabilité et en les liant à la section « Notes et références ».
Pour les articles homonymes, voir Stade français (homonymie).
Maillots
Le Stade français est un club de football français fondé en 1900 en tant que section football du club omnisports du même nom et situé dans le 16e arrondissement de Paris.
L'équipe professionnelle a fusionné à deux reprises avec celles d'autres clubs parisiens : avec le Cercle athlétique de Paris entre 1942 et 1944, et avec le Red Star Olympique audonien pour former le Stade français-Red Star entre 1948 et 1950.
Lorsque le club évoluait à un niveau professionnel, il jouait ses rencontres à domicile au stade Bauer de Saint-Ouen entre 1940 et 1950, puis au Parc des Princes de 1950 à 1968 et au stade Jean-Bouin dans les années 1970 et 1980, juste à côté de son siège. 
Le Stade français a remporté la première version du championnat de France de la FFF en 1928 puis a atteint une demi-finale de Coupe de France en 1949 sous l'appellation « Stade français-Red Star » et un titre de champion de France de deuxième division en 1952. Par la suite, le club a découvert l'Europe avec deux participations à la Coupe des villes de foires dans les années 1960 (éditions 1964-1965 et 1965-1966).

## Repères historiques

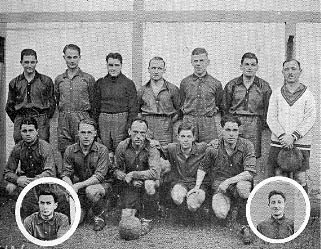
Equipe de football du Stade Français (1926)

### Les débuts du Stade
Fondé en 1883, le Stade français est tout d'abord un club d'athlétisme (il cofondera l'USFSA), mais ne tarde pas à fonder une section football, dès 1900, par Étienne Delavault. Elle joua d'abord au terrain de Bécon, puis au vélodrome de la Seine à Levallois avant de s'installer à la Faisanderie, dans le domaine de Saint-Cloud, à partir de 1906. Le titre de champion de France obtenu en 1928 doit être remis dans son contexte : il s'agit du premier championnat de France, organisé alors sous statut amateur, entre les différents vainqueurs régionaux. Le Stade français prend le statut professionnel en 1942.

### La période faste: l'après-guerre
Le Stade français football connut son heure de gloire à partir de 1945 lorsque le président du club met en place à Paris une équipe de vedettes professionnelles, sous la houlette d'une paire mythique : Larbi Ben Barek sur le terrain et le mythique Helenio Herrera comme entraineur. Ensemble ils accèdent à la Division 1 en 1946 et seront demi-finaliste de la Coupe de France en 1949. Le club évolue à domicile au Parc des Princes comme son voisin du Racing. Pourtant le club redescend en Division 2 la même année. Malgré l'échec de la fusion avec le Red Star de 1948 à 1950 pour former le Stade français - Red Star,, le club remporte son seul trophée à ce jour, le titre de Champion de D2 en 1952. Le club ne reste que 2 ans en Division 1, puisqu'en 1954, il est relégué après avoir perdu les barrages contre le Racing, malgré la présence dans ses rangs de Dominique Colonna et Kees Rijvers.

### L’aventure européenne
Après être remonté en Division 1 en 1959, il participa même à la Coupe des villes de foires deux saisons d’affilée, en 1964-1965 et 1965-1966 pour un bilan honorable de 6 matchs joués, 1 victoire, 3 nuls et 2 défaites, 3 buts marqués et 3 buts encaissés. En 1964-65, le Stade français se permit le luxe de passer un tour en éliminant le Betis Séville (2-0 à domicile et 1-1 en Espagne) avant d’être éliminé par la Juventus au tour suivant par la plus petite des marges (0-1 en Italie et 0-0 à domicile). L’année suivante, le Stade français se fera éliminer par le FC Porto aussi sur la plus petite des marges (0-1 au Portugal et 0-0 au retour).

### L'actualité du Stade français football
Le club est aujourd'hui inscrit à la Ligue de Paris Île-de-France de football depuis 1990. Il participe aux compétitions départementales mais, après une longue période de déclin sportif, le club redevient ambitieux. Ainsi en 2009, sous la houlette de son nouveau président, Jean-Pierre Pochon, il décide de renouer avec la compétition de haut niveau et met en place une organisation plus dynamique. Après la réfection de ses deux terrains en gazon, il crée simultanément une équipe U19 et une équipe Séniors avec l'objectif de remporter des titres. Pour marquer le coup, il aligne ses équipes avec un tout nouveau maillot spécialement fait sur mesure et qui n'est pas sans rappeler les coups d'éclats de ses amis du club de rugby à XV. Le Stade français monte pour la deuxième année consécutive et se retrouve ainsi en 4e division du District départemental de football des Hauts-de-Seine. L'objectif est de monter chaque année d'une division.

## Image et identité

### Couleurs du club
Les couleurs du club sont celles de la ville de Paris, à savoir le rouge et le bleu.
Le club jouait en 1917 avec un maillot bleu à cols et parements rouge puis des années 1940 aux années 1960 avec un maillot rouge à parements bleu, un short bleu et des chaussettes blanches.

### Logo et blason
Le blason ou logo du club reprend évidemment les couleurs du club 
,.

Ancien blason du club omnisports des années 1960 aux années 1980.
Logo du Stade français FC dans les années 1960.
Logo du Stade français 92 dans les années 70 et 80.
Logo actuel du club.

## Résultats sportifs

### Palmarès
| Compétitions internationales                                                 | Compétitions nationales | Compétitions régionales |
| ---------------------------------------------------------------------------- | --- | --- |
| - Coupe des villes de foires - Meilleure performance : deuxième tour en 1965 | Championnats - Championnat de France - Meilleure performance : 5e en 1947 et 1948 - Championnat de France D2 (1) - Champion : 1952 - Vice-champion : 1946 et 1959 - Championnat de France (1927-1929) (1) - Vainqueur : 1928 Coupes - Coupe de France - Meilleure performance : demi-finale en 1949 et en 1965 - Coupe Dewar - Vainqueur : 1915 - Coupe Manier - Finaliste : 1910 - Coupe Peugeot - Finaliste : 1932 | Championnats - Championnat de Paris (6) - Vainqueur : 1925, 1926, 1928, 1954, 1965 et 1979 Coupes - Coupe de Paris-Île-de-France (1) - Vainqueur : 1978 |

### Bilan saison par saison
| Saison                   | Championnat                          | Div. | Clas. | Pts | J  | V  | N  | D  | Bp | Bc | Diff | Coupe de France |
| ------------------------ | ------------------------------------ | ---- | ----- | --- | -- | -- | -- | -- | -- | -- | ---- | --------------- |
| Pyramide professionnelle |                                      |      |       |     |    |    |    |    |    |    |      |                 |
| 1945-1946                | Division interrégionale              | 2    | 2     |     |    |    |    |    |    |    |      |                 |
| 1946-1947                | Division nationale                   | 1    | 5     |     |    |    |    |    |    |    |      |                 |
| 1947-1948                | Division nationale                   | 1    | 5     |     |    |    |    |    |    |    |      |                 |
| 1948-1949                | Division nationale                   | 1    | 10    |     |    |    |    |    |    |    |      |                 |
| 1949-1950                | Division nationale                   | 1    | 16    |     |    |    |    |    |    |    |      |                 |
| 1950-1951                | Division nationale                   | 1    | 18    |     |    |    |    |    |    |    |      |                 |
| 1951-1952                | Division interrégionale              | 2    | 1     |     |    |    |    |    |    |    |      |                 |
| 1952-1953                | Division nationale                   | 1    | 9     |     |    |    |    |    |    |    |      |                 |
| 1953-1954                | Division nationale                   | 1    | 16    |     |    |    |    |    |    |    |      |                 |
| 1954-1955                | Division interrégionale              | 2    | 13    |     |    |    |    |    |    |    |      |                 |
| 1955-1956                | Division interrégionale              | 2    | 5     |     |    |    |    |    |    |    |      |                 |
| 1956-1957                | Division interrégionale              | 2    | 10    |     |    |    |    |    |    |    |      |                 |
| 1957-1958                | Division interrégionale              | 2    | 16    |     |    |    |    |    |    |    |      |                 |
| 1958-1959                | Division interrégionale              | 2    | 2     |     |    |    |    |    |    |    |      |                 |
| 1959-1960                | Division nationale                   | 1    | 14    |     |    |    |    |    |    |    |      |                 |
| 1960-1961                | Division nationale                   | 1    | 16    |     |    |    |    |    |    |    |      |                 |
| 1961-1962                | Division nationale                   | 1    | 10    |     |    |    |    |    |    |    |      |                 |
| 1962-1963                | Division nationale                   | 1    | 15    |     |    |    |    |    |    |    |      |                 |
| 1963-1964                | Division nationale                   | 1    | 15    |     |    |    |    |    |    |    |      |                 |
| 1964-1965                | Division nationale                   | 1    | 15    |     |    |    |    |    |    |    |      |                 |
| 1965-1966                | Division nationale                   | 1    | 15    |     |    |    |    |    |    |    |      |                 |
| 1966-1967                | Division nationale                   | 1    | 20    |     |    |    |    |    |    |    |      |                 |
| 1967-1968                | Division interrégionale              | 2    | 19    |     |    |    |    |    |    |    |      |                 |
| Pyramide amateure        |                                      |      |       |     |    |    |    |    |    |    |      |                 |
| 1968-1969                | Division d'Honneur Régionale (Gr. B) | 5    | 12    | 30  | 22 | 3  | 2  | 17 | 21 | 50 | -29  |                 |
| 1969-1970                | Promotion d'Honneur (Paris)          | 6    | 1er   | 56  | 22 | 15 | 4  | 3  | 45 | 12 | +33  |                 |
| Pyramide unique          |                                      |      |       |     |    |    |    |    |    |    |      |                 |
| 1970-1971                | Division Honneur Régionale (Gr. A)   | 5    | 8e    | 43  | 22 | 8  | 5  | 9  | 37 | 38 | -1   |                 |
| 1971-1972                | Division Honneur Régionale (Gr. A)   | 5    | 7e    | 44  | 22 | 7  | 8  | 7  | 22 | 22 | 0    |                 |
| 1972-1973                | Division Honneur Régionale (Gr. A)   | 5    | 4e    | 47  | 22 | 7  | 11 | 4  | 27 | 22 | +5   |                 |
| 1973-1974                | Division Honneur Régionale (Gr. A)   | 5    |       |     |    |    |    |    |    |    |      |                 |
| 1974-1975                | Division Honneur Régionale (Gr. A)   | 5    | 4e    | 49  | 22 | 10 | 7  | 5  | 38 | 23 | +15  |                 |
| 1975-1976                | Division Honneur Régionale (Gr. A)   | 5    | 2e    | 50  | 22 | 11 | 6  | 5  | 27 | 18 | +9   |                 |
| 1976-1977                | Division Honneur Régionale (Gr. B)   | 5    |       |     |    |    |    |    |    |    |      |                 |
| 1977-1978                | Division Honneur Régionale (Gr. A)   | 5    | 1er   | 56  | 22 | 14 | 6  | 2  | 34 | 15 | +19  |                 |
| 1978-1979                | Division d'Honneur (Paris)           | 5    | 1er   | 56  | 22 | 14 | 6  | 2  | 38 | 11 | +27  |                 |
| 1979-1980                | Division 4 (gr. B)                   | 4    | 2     |     |    |    |    |    |    |    |      |                 |
| 1980-1981                | Division 3 (gr. Ouest)               | 3    | 1     |     |    |    |    |    |    |    |      |                 |
| 1981-1982                | Division 2 (gr. B)                   | 2    | 11    |     |    |    |    |    |    |    |      |                 |
| 1982-1983                | Division 2 (gr. B)                   | 2    | 15    |     |    |    |    |    |    |    |      |                 |
| 1983-1984                | Division 2 (gr. B)                   | 2    | 9     |     |    |    |    |    |    |    |      |                 |
| 1984-1985                | Division 2 (gr. B)                   | 2    | 13    |     |    |    |    |    |    |    |      |                 |

## Personnalités du club

### Entraîneurs
- 1912-? :  W. Pillon[7]